# Sandalodes scopifer
Sandalodes scopifer là một loài nhện trong họ Salticidae.
Loài này thuộc chi Sandalodes. Sandalodes scopifer được Ferdinand Karsch miêu tả năm 1878.